# Sestrionka
Sestrionka (en rus: Сестрёнка) és un poble de l'óblast de Tambov, a Rússia, segons el cens del 2010 tenia 112 habitants.